# Палингенезия
Палингене́зия (от др.-греч. πάλιν — снова и γένεσις — становление, рождение) — теория немецкого философа Артура Шопенгауэра о том, что воля человека никогда не умирает, а проявляет себя опять в новых индивидах. Вместе с тем Шопенгауэр отвергает основные положения реинкарнации о переселении конкретной души. Теория палингенезии была изложена во втором томе его книги «Мир как воля и представление» — в частности, в главе «Смерть и её отношение к неразрушимости нашего существа».
Палингенезия рассматривает пространственные границы между людьми метафизически значимыми, то есть одна личность не может существовать одновременно в двух или нескольких местах пространства.
Сам термин палингенезия впервые встречается в Новом Завете — παλιγγενεσία — (Мф. 19:28; Тит. 3:5) и переводится на русский язык то как пакибытие, то как возрождение. В других переводах этот термин звучит как Wiedergeburt и regeneratio.

## Общая характеристика
В своём сочинении Шопенгауэр утверждает:
Бесконечное время протекло, прежде чем я родился, — чем же был я всё это время?» Метафизический ответ на это, пожалуй, был бы такой: «я всегда был я: именно, все те, кто в течение этого времени называл себя я, это были я».

Шопенгауэр отрицал возможность сохранения, после разрушения тела, индивидуального «Я» со всеми его воспоминаниями. Разрушение мозга означает полное уничтожение личности. С другой стороны, уникальная воля каждого человека не подвержена уничтожению. Воля человека сохраняется после распада тела и со временем эта воля оказывается в новой интеллектуальной оболочке. Новая личность предстаёт совершенно отличной от старой.
Шопенгауэр отказывается говорить о метемпсихозе, то есть «переходе целой так называемой души в другое тело», предпочитая именовать свою теорию «палингенезией», под которой он понимал «разложение и новообразование индивида, причём остаётся пребывающей лишь его воля, которая, принимая образ нового существа, получает новый интеллект».
Фактически в идее Шопенгауэра о «неуничтожимости нашего существа» можно найти преемственность с идеями древнегреческого философа Парменида об отсутствии небытия.
В ответ на возможную критику палингенезии Шопенгауэр пишет:
... Если же это не удастся и робкое сердце опять затянет свою старую жалобную песнь: «я вижу, как все существа путём рождения возникают из ничего и спустя короткое время снова обращаются в ничто: и моё бытие, теперь настоящее, скоро тоже будет лежать в далёком прошлом, и я буду ничто!», - то правильный ответ на эту жалобу будет такой: «Разве ты не существуешь? Разве ты не живёшь в нём, этом драгоценном настоящем, к которому вы все, дети времени, так жадно стремитесь, - разве оно не твоё, действительно твоё? И разве ты понимаешь, как ты достиг его? Разве тебе известны те пути, которые привели тебя к нему, - чтобы ты мог сознавать, будто смерть замкнёт их для тебя? Самая возможность какого бы то ни было существования твоего я, после разрушения твоего тела, для тебя непостижима. Но разве она может быть для тебя более непостижима, чем твоё нынешнее существование и то, как ты его достиг? Почему же ты сомневаешься, что те самые пути, которые открылись пред тобою для этого настоящего, не будут открыты для тебя и ко всякому будущему?»

## Современное состояние

### Взгляды Шрёдингера
Одним из мыслителей, который заявил о связи своих взглядов с мыслями Шопенгауэра, является австрийский физик-теоретик, лауреат Нобелевской премии по физике (1933) Эрвин Шрёдингер. В то же время Шрёдингер, по мнению Даниеля Колака, придерживался более радикальных взглядов, которые Колак назвал открытым индивидуализмом.
Философ Мераб Мамардашвили следующим образом излагает взгляды Шрёдингера:
И Шрёдингер задавал такой вопрос: вот вам было 16 лет, и вас раздирали страсти. А что осталось от того «я», которое было носителем этих страстей? Как некое воплощение «я», ведь это были вы – вместе с вашим телом, с вашими переживаниями и т. д., но вы же его не помните. А вы есть. Значит, вы – другое «я»! В каждый данный момент ваши прошлые «я» казались вам, что они самые важные, самые последние, а они сменились, даже не породив понятия смерти. Они все умерли, а термин «смерть» даже не возник, И, может быть, ваше «я» – сейчас – есть также воображаемый, воплощённый на несколько часов, на несколько дней или месяцев персонаж, который тоже сменится другим, как и все предшествующие персонажи. Зачем же, говорит Шрёдингер, бояться смерти?

### Современная психология
В психологии существует ряд близких друг другу теорий, которые по-своему могут дополнить теорию Артура Шопенгауэра. К ним частично относятся идеи системной семейной психотерапии Вирджинии Сатир.  Также известен метод семейных расстановок Берта Хеллингера, основанный на предположении что части личности умерших (или не доступных для общения) членов семьи проявляются в поведении живых членов семьи, либо в моделях их общения между собой. На подобных представлениях также основан трансактный анализ Эрика Берна и Клода Штайнера. Эрик Берн полагал что в структуре личности ребенка существуют отдельные компоненты, хранящие модели поведения его родителей по отношению к нему, и воспроизводимые им в схожих социальных обстоятельствах, например при общении с собственными детьми.